# Saint-Jean-Cap-Ferrat
Pour les articles homonymes, voir Saint-Jean.
Saint-Jean-Cap-Ferrat (San-Jouan Cau Ferrat) est une commune française située dans le département des Alpes-Maritimes en région Provence-Alpes-Côte d'Azur. Ses habitants sont appelés les Saint-Jeannois.

## Géographie

### Localisation
Saint-Jean-Cap-Ferrat est situé sur la Côte d'Azur, entre Nice et Monaco, au bord de la mer Méditerranée.

### Géologie et relief

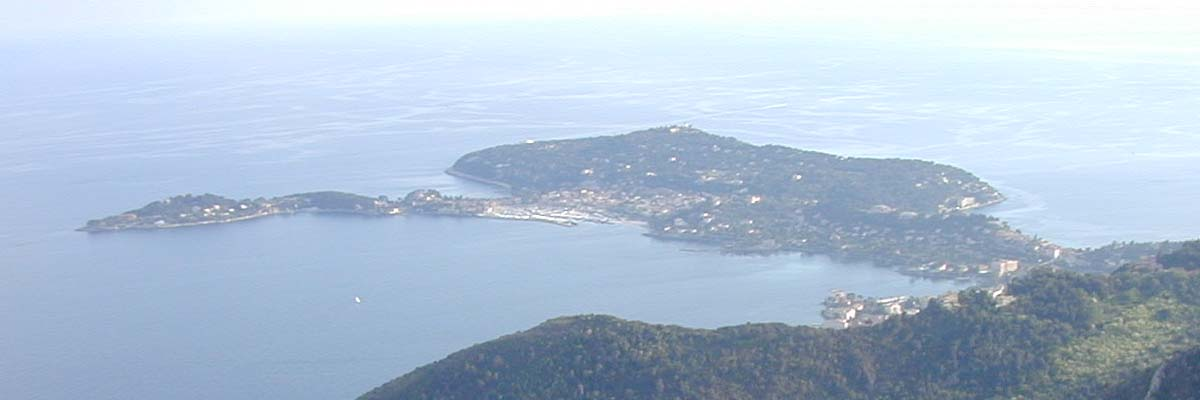
Le Cap Ferrat et la ville de Saint-Jean-Cap-Ferrat.

Le territoire de la commune est situé entre Villefranche-sur-Mer et Beaulieu-sur-Mer. On y accède en voiture ou en bus depuis Pont Saint-Jean sur la Basse corniche (M6098).
Le cap Ferrat forme deux branches en « Y », l'une comprend la quasi-totalité de la superficie de la presqu'île du cap Ferrat, l'autre se situe sur la côte est de cette dernière, une bande de terre bien individualisée mais plus étroite qui s'étend jusqu'à la pointe Saint-Hospice soit à peu près 250 hectares.
Du point de vue géologique, le Cap-Ferrat se positionne au sein du domaine parautochtone (déplacement de la couverture d'origine sédimentaire marno-calcaire de près de 1 km), et correspondrait à un bloc basculé par le rejeu de failles normales, au sud du domaine allochtone (chevauchement de l’Arc de Nice).
Le pendage des couches lithologiques est dirigé vers l’Est pour les unités du Jurassique (Ouest et centre du Cap-Ferrat, les unités du Crétacé sont plissées en direction de la pointe Saint Hospice au niveau du Vieux Port et l’épaisseur croissante du crétacé amorti ces plis avec un pendage subhorizontal identifié sur la Pointe Saint Hospice. Le golfe de Saint Hospice correspond à un synclinal.
Source : https://tel.archives-ouvertes.fr/tel-00734306/file/Sonnette-These_2012.pdf

### Sismicité
Commune située dans une zone de sismicité moyenne.

### Hydrographie et les eaux souterraines
Cours d'eau sur la commune ou à son aval :
- La commune dispose de 3 forages, 1 puits, un champ captant.

La ville utilise la station d'épuration intercommunale de Nice d'une capacité de 650 000 équivalent-habitants.

### Climat
Pour des articles plus généraux, voir Climat de Provence-Alpes-Côte d'Azur et Climat des Alpes-Maritimes.
En 2010, le climat de la commune est de type climat méditerranéen franc, selon une étude du Centre national de la recherche scientifique s'appuyant sur une série de données couvrant la période 1971-2000. En 2020, Météo-France publie une typologie des climats de la France métropolitaine dans laquelle la commune est exposée à un climat méditerranéen et est dans la région climatique  Var, Alpes-Maritimes, caractérisée par une pluviométrie abondante en automne et en hiver (250 à 300 mm en automne), un très bon ensoleillement en été (fraction d’insolation > 75 %), un hiver doux (8 °C) et peu de brouillards. 
Pour la période 1971-2000, la température annuelle moyenne est de 15,9 °C, avec une amplitude thermique annuelle de 14,7 °C. Le cumul annuel moyen de précipitations est de 789 mm, avec 6,5 jours de précipitations en janvier et 1,7 jours en juillet. Pour la période 1991-2020, la température moyenne annuelle observée sur la station météorologique de Météo-France la plus proche, « Nice », sur la commune de Nice à 5 km à vol d'oiseau, est de 16,3 °C et le cumul annuel moyen de précipitations est de 791,3 mm. 
La température maximale relevée sur cette station est de 37,7 °C, atteinte le 1er août 2006 ; la température minimale est de −7,2 °C, atteinte le 9 janvier 1985,,. 
Les paramètres climatiques de la commune ont été estimés pour le milieu du siècle (2041-2070) selon différents scénarios d'émission de gaz à effet de serre à partir des nouvelles projections climatiques de référence DRIAS-2020. Ils sont consultables sur un site dédié publié par Météo-France en novembre 2022.

## Urbanisme

### Typologie
Saint-Jean-Cap-Ferrat est une commune rurale,. Elle fait en effet partie des communes peu ou très peu denses, au sens de la grille communale de densité de l'Insee,.
Elle appartient à l'unité urbaine de Nice, une agglomération intra-départementale regroupant 51 communes et 942 886 habitants en 2017, dont elle est une commune de la banlieue. L'agglomération de Nice est la septième plus importante de la France en termes de population, derrière celles de Paris, Lyon, Marseille-Aix-en-Provence, Lille (partie française), Toulouse et Bordeaux,.
Par ailleurs la commune fait partie de l'aire d'attraction de Nice, dont elle est une commune de la couronne. Cette aire, qui regroupe 100 communes, est catégorisée dans les aires de 200 000 à moins de 700 000 habitants,.
La commune, bordée par la mer Méditerranée, est également une commune littorale au sens de la loi du 3 janvier 1986, dite loi littoral. Des dispositions spécifiques d’urbanisme s’y appliquent dès lors afin de préserver les espaces naturels, les sites, les paysages et l’équilibre écologique du littoral, comme le principe d'inconstructibilité, en dehors des espaces urbanisés, sur la bande littorale des 100 mètres, ou plus si le plan local d’urbanisme le prévoit,.
Le territoire de la commune est occupé par 500 villas, la plupart très luxueuses, noyées sous les fleurs, les palmiers, les pins d'Alep, les oliviers. Parmi les villas célèbres, on compte la villa Ephrussi-Rothschild donnée à l'Institut de France en 1934. Le site est classé et les constructions nouvelles sont très surveillées
Cela n'empêche pas, depuis le début des années 2000, les riches propriétaires d'effectuer de multiples travaux avec ou sans autorisation et parfois au mépris de la loi du littoral,.
Saint-Jean-Cap-Ferrat présente le paradoxe suivant : la presqu'île est un arboretum avec des essences uniques « importées » par les résidents qui ont construit maisons et parcs. Le site original était recouvert d'herbes folles, d'où son étymologie latine ferus c'est-à-dire sauvage, non cultivé.
La salle des fêtes donne sur le port.
La médiathèque est à mi-hauteur entre l'église et le port.

### Occupation des sols
L'occupation des sols de la commune, telle qu'elle ressort de la base de données européenne d’occupation biophysique des sols Corine Land Cover (CLC), est marquée par l'importance des territoires artificialisés (94,8 % en 2018), en augmentation par rapport à 1990 (50,8 %). La répartition détaillée en 2018 est la suivante : zones urbanisées (94,8 %), eaux maritimes (5,2 %).
L'évolution de l’occupation des sols de la commune et de ses infrastructures peut être observée sur les différentes représentations cartographiques du territoire : la carte de Cassini (XVIIIe siècle), la carte d'état-major (1820-1866) et les cartes ou photos aériennes de l'IGN pour la période actuelle (1950 à aujourd'hui).

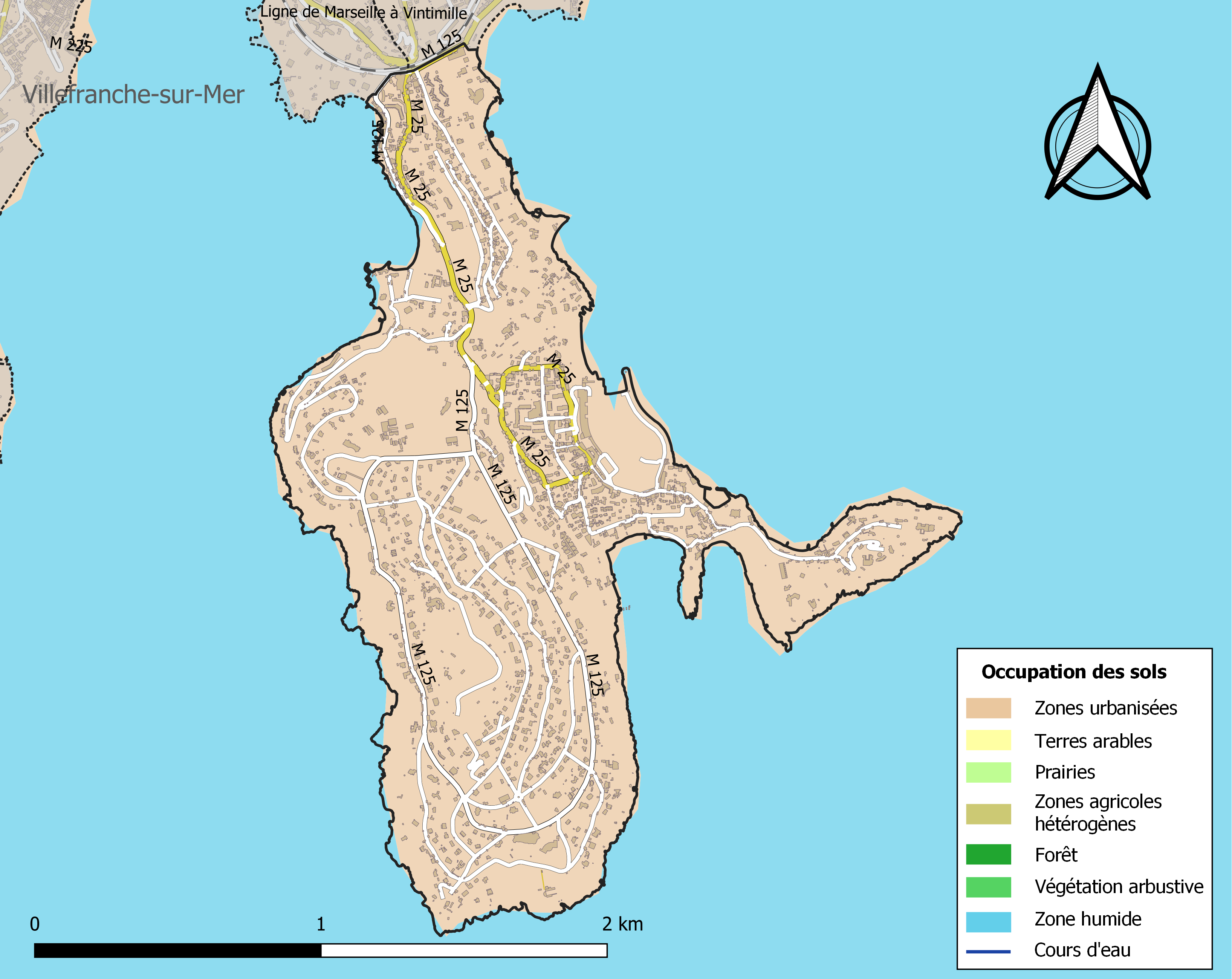
Carte de l'occupation des sols de la commune en 2018 (CLC).
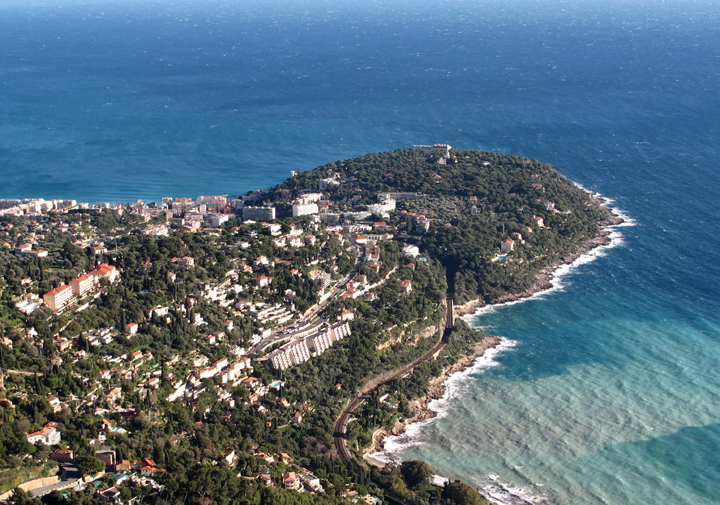
Roquebrune-Cap-Martin et le cap Martin.

### Intercommunalité
Commune membre de la Métropole Nice Côte d'Azur.

### Communes limitrophes
| Mer Méditerranée (Rade de Villefranche) | Villefranche-sur-Mer, Beaulieu-sur-Mer | Mer Méditerranée |
| Mer Méditerranée                        | Saint-Jean-Cap-Ferrat                  | Mer Méditerranée |
| Mer Méditerranée                        | Mer Méditerranée                       | Mer Méditerranée |

### Voies de communication et transports

#### Voies routières
On y accède de Nice par le boulevard Princesse Grâce de Monaco puis par le boulevard Napoléon III M 6098.

#### Transports en commun
Il existe un service régulier d'autobus au départ et à destination de Beaulieu-sur-Mer et de Nice qui dessert la presqu'île.

#### Lignes SNCF
- La gare ferroviaire la plus proche est celle de Beaulieu-sur-Mer, située à 2 kilomètres à l'est. Cette gare est desservie par un service régulier de TER Provence-Alpes-Côte d'Azur, sur la ligne qui dessert la plupart des villes situées le long de la Côte d'Azur, de Marseille à Vintimille[25].

#### Transports aériens
- L'aéroport le plus proche est celui de Nice-Côte d'Azur situé à 14 kilomètres.

## Toponymie
Saint Jean le Baptiste est le patron de la commune, Ferrat vient du latin ferus : « sauvage », « non cultivé », ou ferratus qui signifie ferré , garni de fer, mais interprété ici comme : « herbeux »,ferratus (terrain couvert de végétaux, fertile), du bas latin farratus qui dérive de far (épeautre).

## Histoire
Anciennement Anao, le site de Saint-Jean-Cap-Ferrat est initialement occupé par les Ligures puis conquis par les Romains et intégré à la Gaule narbonnaise en 121 av. J.-C..
Au début du Moyen Âge, le reclus saint Hospice (mort en 581) y occupe une tour sur la partie est de la presqu’île. Vers la même époque, les Lombards ravagent la région.
Les pirates sarrasins occuperont le territoire du IXe   au   Xe siècle et seront vaincus et expulsės par le comte Guillaume Ier de Provence en 973.
En 1388, lors de la dédition du comté de Nice, le hameau de Saint-Jean, qui fait partie de la commune de Villefranche, revient au duché de Savoie. Le site est fortifié sous protectorat savoyard ; en 1561, sous le règne du duc Emmanuel-Philibert de Savoie, le fort Saint-Hospice est construit. Il sera pris et détruit en 1706 par le duc de Berwick, à l’occasion de la prise de Nice par la France.
Saint-Jean passe plusieurs fois sous occupation française entre 1720 et 1820 ; il est définitivement rattaché à la France en 1860 avec l’ensemble du comté de Nice.
En 1904, le hameau de Saint-Jean se sépare de Villefranche-sur-Mer et devient une commune à part entière. D’abord dénommée Saint-Jean-sur-Mer, la commune prendra le nom de Saint-Jean-Cap-Ferrat en 1907.
La conclusion des accords de Munich fin septembre 1938 suscite un soulagement et une joie profonde : contrairement aux usages, le conseil municipal attribue le nom du président du Conseil en exercice et encore en vie, Daladier, à une rue, le même Daladier qui l’année suivante organise la chasse aux noms de rues évoquant le communisme.
Le régime de Vichy applique sa politique rapidement, y compris dans le domaine du symbolique. C’est ainsi que, s’appuyant sur des dispositions remontant aux derniers mois de la Troisième République, il impose la débaptisation de rues dont le nom ne concorde pas avec ses valeurs, notamment celles évoquant l’Angleterre (anglophobie), les Juifs (antisémitisme), le communisme etc., et pousse à la glorification de ses valeurs et des hommes qui le soutiennent : ainsi, en 1941, une rue est baptisée en l’honneur du général Weygand pourtant fortement impliqué dans la défaite lors de la bataille de France.
Aujourd’hui, Saint-Jean-Cap-Ferrat est l’un des principaux sites résidentiels de la Côte d’Azur, avec de nombreuses et luxueuses propriétés.

## Politique et administration

### Liste des maires
| Période                                  | Période      | Identité               | Étiquette    | Qualité |
| ---------------------------------------- | ------------ | ---------------------- | ------------ | --- |
| Les données manquantes sont à compléter. |              |                        |              | |
| 1904                                     | 1912         | Daniel Chonneaux       |              | |
| 1912                                     | 1920         | César Giuge            |              | |
| 1920                                     | 1927         | Jean Baptiste Martin   |              | |
| 1927                                     | 1929         | Joseph Caisson         |              | |
| 1929                                     | 1945         | Joseph Giordan         |              | |
| 1945                                     | 1946         | Georges Eymard         |              | |
| 1946                                     | mars 1959    | Albert Allari          |              | |
| mars 1959                                | mars 1977    | Philippe Orengo        | SE           | Avocat Conseiller général de Villefranche-sur-Mer (1961 → 1967) |
| mars 1977                                | mars 1983    | Honoré Toscan          | SE           | Architecte |
| mars 1983                                | février 2013 | René Vestri            | RPR puis UMP | Entrepreneur de travaux publics Sénateur des Alpes-Maritimes (2008 → 2013) Conseiller général de Villefranche-sur-Mer (1985 → 2011) Vice-président du conseil général (2004 → 2008) Vice-président de la CU Nice Côte d'Azur (2008 → 2011) Décédé en fonction |
| mars 2013                                | mars 2014    | Marlène Césarini       | DVD          | Cadre du secteur privé |
| mars 2014                                | En cours     | Jean-François Dietrich | DVD          | Administrateur de biens Réélu pour le mandat 2020-2026 |

### Budget et fiscalité 2019
En 2019, le budget de la commune était constitué ainsi :
- total des produits de fonctionnement : 9 804 000 €, soit 5 989 € par habitant ;
- total des charges de fonctionnement : 7 345 000 €, soit 4 487 € par habitant ;
- total des ressources d'investissement : 631 000 €, soit 386 € par habitant ;
- total des emplois d'investissement : 4 823 000 €, soit 2 947 € par habitant ;
- endettement : 1 387 000 €, soit 847 € par habitant.

Avec les taux de fiscalité suivants :
- taxe d'habitation : 9,80 % ;
- taxe foncière sur les propriétés bâties : 5,58 % ;
- taxe foncière sur les propriétés non bâties : 12,49 % ;
- taxe additionnelle à la taxe foncière sur les propriétés non bâties : 0,00 % ;
- cotisation foncière des entreprises : 0,00 %.

Chiffres clés Revenus et pauvreté des ménages en 2017 : médiane en 2017 du revenu disponible, par unité de consommation : 23 460 €.

## Population et société

### Démographie

#### Évolution démographique
L'évolution du nombre d'habitants est connue à travers les recensements de la population effectués dans la commune depuis 1906. Pour les communes de moins de 10 000 habitants, une enquête de recensement portant sur toute la population est réalisée tous les cinq ans, les populations de référence des années intermédiaires étant quant à elles estimées par interpolation ou extrapolation. Pour la commune, le premier recensement exhaustif entrant dans le cadre du nouveau dispositif a été réalisé en 2004.

En 2022, la commune comptait 1 476 habitants, en évolution de −8,78 % par rapport à 2016 (Alpes-Maritimes : +2,85 %, France hors Mayotte : +2,11 %).
| 1906  | 1911  | 1921  | 1926  | 1931  | 1936  | 1946  | 1954  | 1962  |
| ----- | ----- | ----- | ----- | ----- | ----- | ----- | ----- | ----- |
| 1 331 | 1 518 | 1 209 | 1 631 | 1 779 | 1 949 | 1 573 | 2 185 | 2 416 |

| 1968  | 1975  | 1982  | 1990  | 1999  | 2004  | 2006  | 2009  | 2014  |
| ----- | ----- | ----- | ----- | ----- | ----- | ----- | ----- | ----- |
| 2 356 | 2 268 | 2 215 | 2 248 | 1 895 | 2 103 | 2 172 | 2 035 | 1 645 |

| 2019  | 2022  | - | - | - | - | - | - | - |
| ----- | ----- | - | - | - | - | - | - | - |
| 1 492 | 1 476 | - | - | - | - | - | - | - |

### Enseignement
Établissements d'enseignements :
- Écoles maternelle et primaire[38],
- Collèges à Beaulieu-sur-Mer, Nice,
- Lycées à Nice,
- École départementale de la mer[39].

### Santé
Professionnels et établissements de santé :
- Médecins à Saint-Jean-Cap-Ferrat, Beaulieu-sur-Mer,
- Pharmacies à Saint-Jean-Cap-Ferrat, Beaulieu-sur-Mer,
- Hôpitaux à Cap-d'Ail, Nice.

### Cultes
- Culte catholique, Paroisse Notre Dame de l'Espérance[41], Diocèse de Nice.

## Économie

### Entreprises et commerces

#### Agriculture et pêche
La presqu’île, village de Saint-Jean-Cap-Ferrat, ancien hameau de pêcheurs n’abritait au départ que quelques petites maisons de pêcheurs et d’agriculteurs groupées autour de l’église et du port sous le nom du hameau Saint-Jean.

#### Tourisme
Une des principales sources de revenu de Saint-Jean-Cap-Ferrat est le tourisme ; un grand nombre de touristes est attiré tous les ans sur les plages qui jouissent d'un climat agréable. On observe en outre que c'est la ville où le prix de l'immobilier est le plus cher de France, de l'ordre des 44 000 €/m2 en moyenne, allant jusqu'à plus de 60 000. De 2000 à 2007, les prix ont été multipliés par 10. Ainsi, la villa Nellcote, vendue 83 millions d'euros en septembre 2007, avait été acquise 8 millions d'euros en 1999. Ceci n'empêche ces villas de luxe de trouver facilement preneur sur le marché immobilier. Ces dernières années, une soixantaine d'entre elles ont été acquises notamment par des fortunes venues de Russie ou d'ex-républiques soviétiques. Mais il est parfois difficile de savoir qui achète ces somptueuses villas.
En effet, beaucoup de transactions se font par le biais de cessions de parts de sociétés civiles immobilières et ne passent pas devant notaire, mais se font par l'intermédiaire d'avocats. Les actionnaires de ces SCI sont des sociétés étrangères basées dans des paradis fiscaux. On ne connaît donc pas les véritables détenteurs économiques. Ceci risque de poser un problème à la ville car les avocats n'ont pas les mêmes obligations que les notaires, en matière notamment de déclaration de l'origine des fonds à la cellule antiblanchiment.
De plus, ces changements de propriétaires entrainent un accroissement des travaux et constructions diverses (piscines, agrandissements, etc.) alors que le site de la commune est protégé.
- Hôtel de voyageurs dit Hôtel Panorama Palace, puis Hôtel Bedford, actuellement Hôtel Royal Riviéra ; hôtel de voyageurs dit Hôtel Suisse puis Hôtel Savoye[46].
- Hôtel de voyageurs dit Grand Hôtel du Cap-Ferrat[47].
- Hôtel de voyageurs dit Palais Mont Fleuri[48].
- Hôtel de voyageurs dit La Voile d'Or[49].

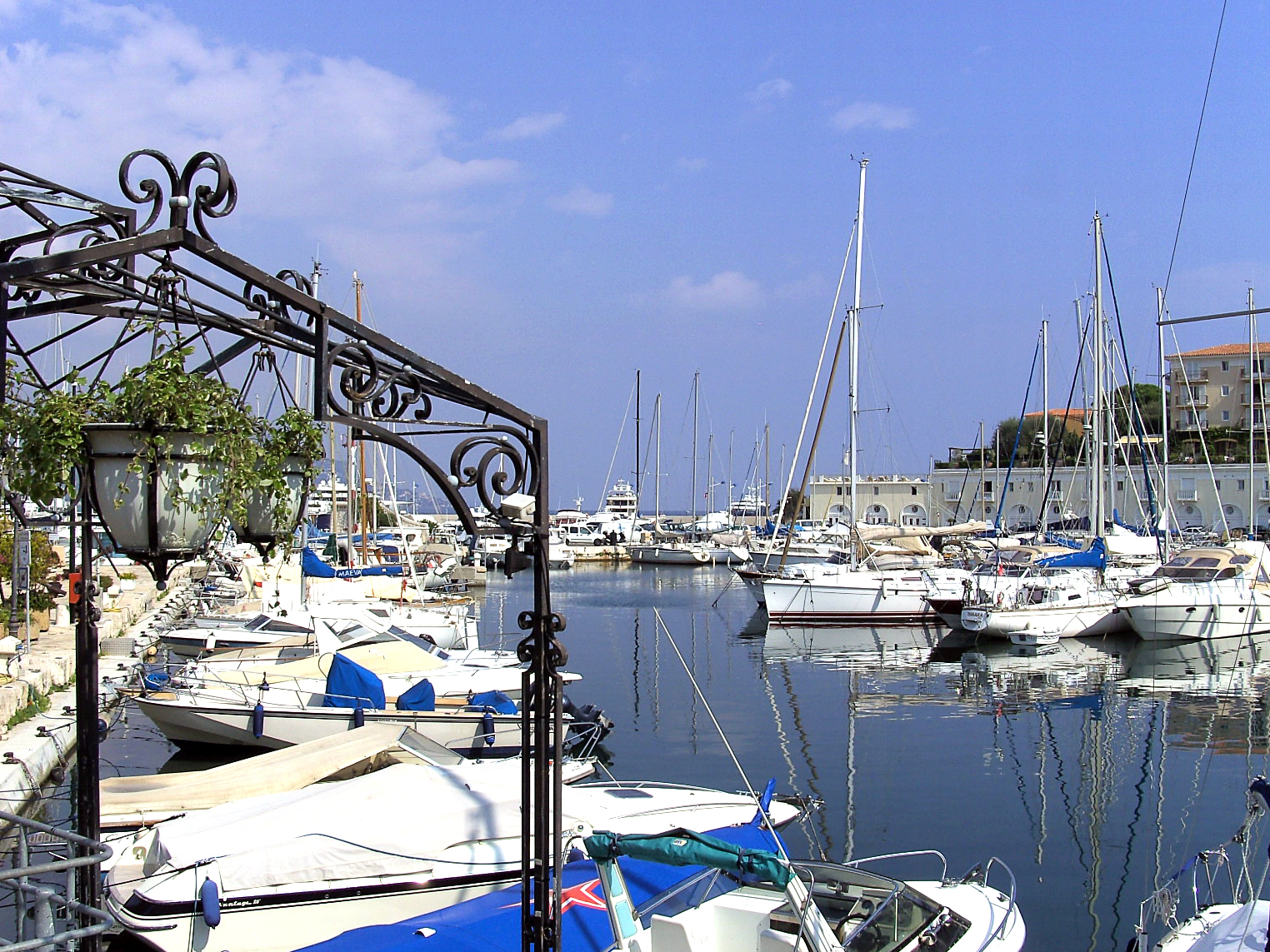
Le port de plaisance.

### Le port de plaisance
La ville possède une école de la mer, un club nautique et une école de plongée.
Plusieurs scènes du film Triplex (1991) avec Patrick Chesnais ont été tournées sur le port.

#### Commerces
Le port de plaisance est attrayant avec ses commerces, ses cafés et ses restaurants.

## Culture locale et patrimoine

### Lieux et monuments

#### Édifices civils

##### La Villa Ephrussi de Rothschild, musée et parc botanique

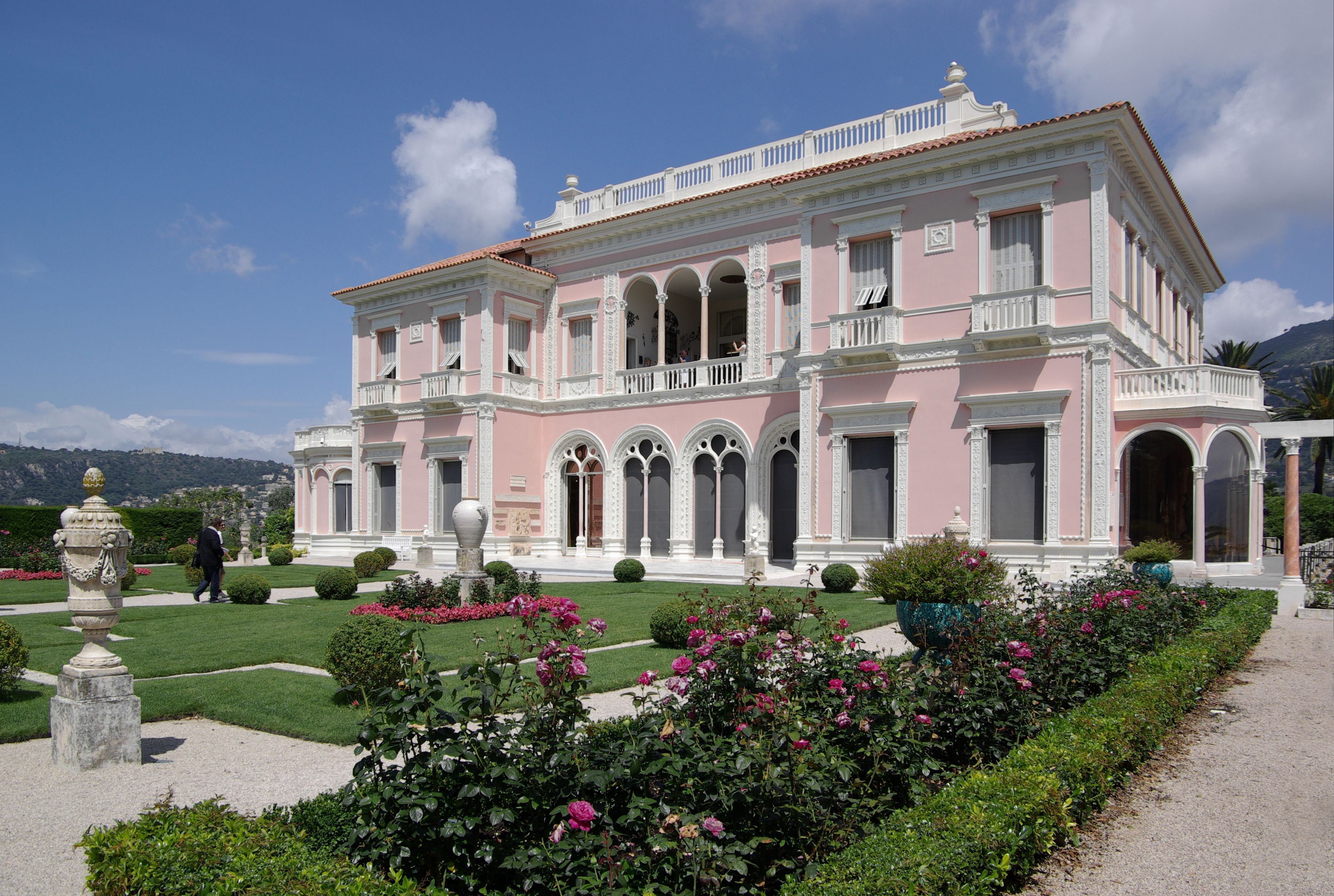
Villa Ephrussi de Rothschild.

En 1883, la baronne Béatrice de Rothschild épouse le milliardaire Maurice Ephrussi. Elle acquiert en 1905 sept hectares de terrain sur l'isthme rattachant le cap Ferrat à la côte, sur lesquels elle fait construire un somptueux et luxueux palais. Elle y rassemble tous les éléments décoratifs, du XVe siècle au XIXe siècle, qu'elle a réunis au cours de ses voyages. La villa Île-de-France (ou Villa Ephrussi de Rothschild), ses jardins et ses collections d'art sont légués à l’Académie des Beaux-Arts de l'Institut de France en 1934. La villa est ouverte au public en 1937.
Plusieurs mécènes dont l'Académie des beaux-Arts, le conseil général des Alpes-Maritimes et l'association des Amis de la Villa assurent la mise en valeur de la villa et des jardins.

##### Le jardin botaniqueLes Cèdres
Ancienne propriété du roi Léopold II de Belgique, le jardin de la villa Les Cèdres abrite une importante collection d'essences végétales.

##### La Villa Sylvia - Baïa Dei Fiori
Ancienne propriété de l'artiste peintre américain Ralph Wormeley Curtis, construite pour sa fille par l'architecte anglais Harold Peto au début du xxe siècle, elle fut rachetée en 1960 par le pacha égyptien Ilhamy Hussein, mari de la belle-mère du roi Farouk, qui lui donna son nom actuel. Son jardin d'agrément est réputé.

##### Grand hôtel du Cap-Ferrat

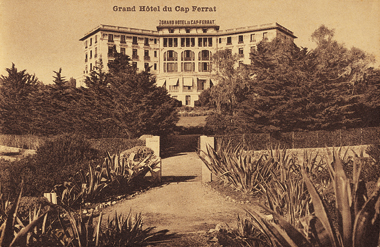
Le Grand Hôtel du Cap-Ferrat.

Le Grand hôtel du Cap-Ferrat, distingué « palace » depuis 2011, seul de sa catégorie dans le sud-est de la France, est un hôtel de luxe construit en 1908 au cœur d’un jardin remarquable de 7 ha qui abrite quelque 400 essences différentes.

##### Le zoo
Le parc zoologique du Cap Ferrat ferme ses portes le 30 septembre 2009, les animaux sont en partie dispersés dans les zoos voisins,.

##### Le phare et le sémaphore

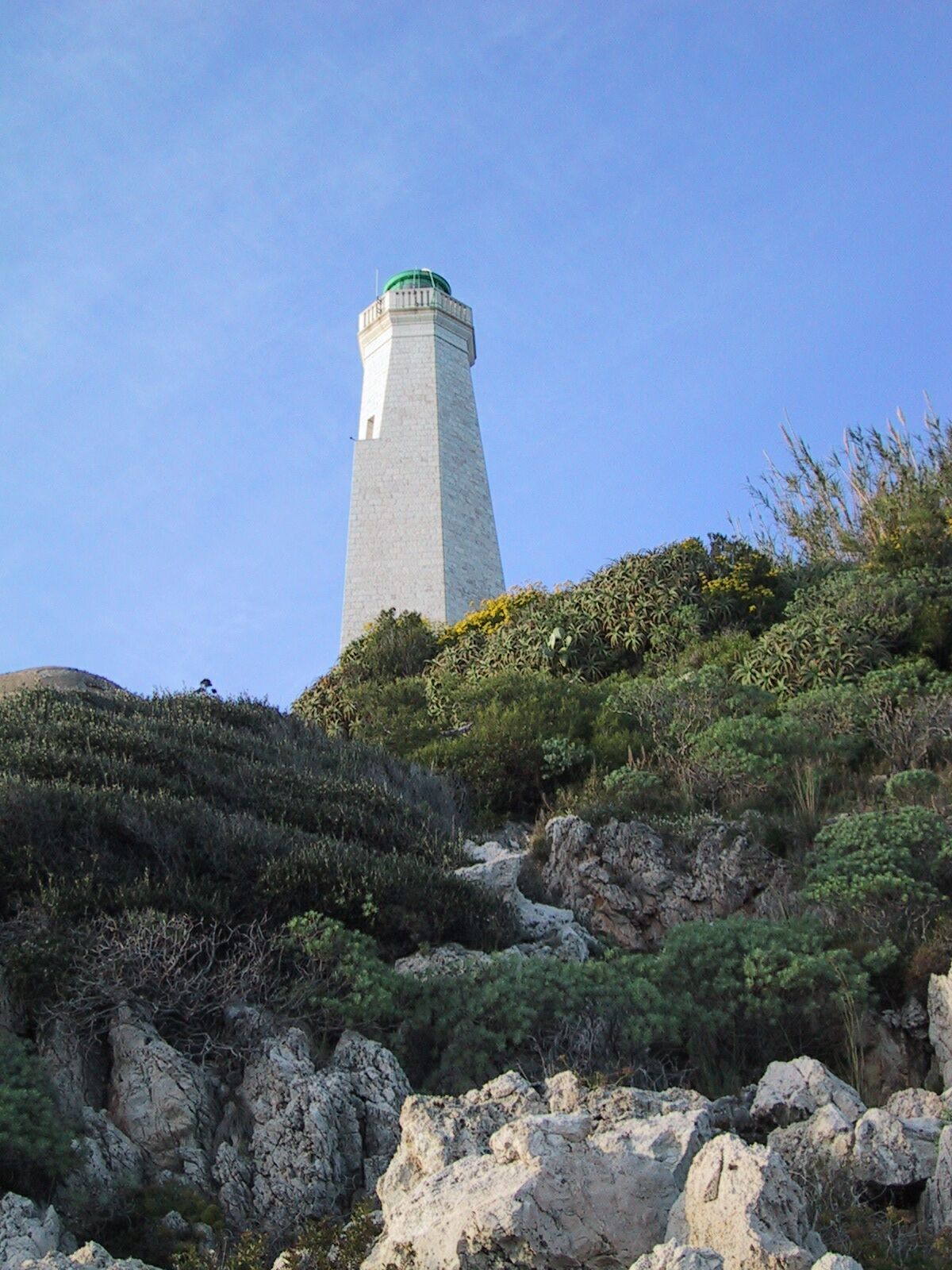
Le phare du cap Ferrat.

Le cap Ferrat a toujours été considéré comme un point d'importance pour la navigation au voisinage de la côte niçoise. Une tour à feu occupa ainsi l'emplacement de l'actuel phare afin de signaler la présence du cap Ferrat aux navigateurs. Les Sardes y construisirent un phare en 1827 ; cet ouvrage fut détruit par l'armée allemande en 1944. Le phare actuel fut reconstruit entre 1949 et 1951 par les Ponts et Chaussées. Haut de 71 mètres, l'ouvrage (visitable) possède une portée d'environ 45 kilomètres.
Le cap Ferrat est également doté d'un sémaphore. Il fut construit en 1862 sur décision de Napoléon III, qui voulait établir une chaîne de transmission sur le littoral. Il est aujourd'hui sous le contrôle de la Marine nationale. Ses missions actuelles comprennent la régulation du trafic maritime, mais également la surveillance des départs d'incendie sur la côte.

##### La Villa Santo Sospir
La villa Santo Sospir est une villa construite en 1931 pour Marital Houzez dans un style régionaliste méditerranéen, située sur le versant ouest du cap Ferrat. Au milieu du XXe siècle, elle est rachetée par la riche héritière Francine Weisweiller. En 1950, à l’intérieur de la villa, son ami le poète et peintre Jean Cocteau « tatoue » les murs, les plafonds et les vantaux des portes de graphismes évoquant les thèmes de la Méditerranée avec ses pêcheurs, du soleil ou inspirés de la mythologie grecque. Deux films, un moyen métrage, La Villa Santo Sospir en 1951, et un long métrage, Le Testament d'Orphée en 1959, rendent hommage au travail de l’artiste.
La propriété en totalité est inscrite sur l'Inventaire supplémentaire des monuments historiques par arrêté du 17 avril 2007.
« Santo Sospir » est une variante de saint Hospice ermite qui se retira sur le cap Ferrat au VIe siècle.

#### La villa La Vigie[57]
L’industriel lyonnais  et député républicain Émile Crozet-Fourneyron fait construire  en 1898, sur les plans de l’architecte Charles Bermond, la villa la Vigie au 24, avenue Denis Semeria sur l’emplacement d’anciens moulins à grain. C’est une propriété unique sur la Riviera, caractérisée par sa forme légèrement ovale, elle offre une vue imprenable du Cap d'Antibes à la côte italienne.
Son salon de réception semi-circulaire est particulièrement remarquable, avec ses cinq grandes baies vitrées de cinq mètres de hauteur. Au fil des ans et des successions elle a été divisée en appartements, mais une grande partie de la villa appartient toujours aux descendants du constructeur. L’architecture d’origine a été préservée hormis la terrasse sur le toit ajoutée dans les années 1970.

##### Le Château Saint-Jean[58]
Construit en 1899 par l'architecte Charles Bermond sur commande du banquier italo-allemand Karl Wedekind (de) dans un style néogothique vénitien, le domaine passa ensuite dans les mains de la princesse d'origine hongroise Vilma Lwoff-Parlaghy puis fut acquis par l'Américaine Gloria Thompson. Cette demeure fut plus récemment la propriété de Rosemarie Kanzler.

##### Tour de Saint-Hospice
La tour de Saint-Hospice, dite aussi tour génoise, a été construite à côté de la chapelle de Saint-Hospice.
Pour assurer la défense des côtes du Comté de Nice après le siège de Nice de 1543 avait été construit un système de défense qui comprenait le renforcement du château de Nice, le fort du mont Alban, la citadelle Saint-Elme de Villefranche-sur-Mer et le fort de Saint-Hospice, à la pointe de Saint-Hospice. Par manque de financements, ce dernier fort n'a probablement été construit qu'en 1608, sûrement avant 1616. Il a été détruit, comme le château de Nice, en 1706, sur ordre de Louis XIV.
Une tour l'a remplacé vers 1745 ou 1750. La tour de Saint-Hospice comprend un rez-de-chaussée servant de corps de garde et de cuisine pour la garnison, un premier et second étages pour son logement. La tour pouvait loger 40 hommes. La tour a été classée au titre des monuments historiques en 1931. Une statue de la Vierge devait être placée sur la tour, mais l'opposition des militaires a empêché cette opération. Cette statue se trouve à côté de la chapelle.

##### Batterie du Cap Ferrat
Partie de la place forte ou camp retranché de Nice "Système Séré de Rivières", places fortifiées françaises entre 1874 et 1918 (six forts, quatre ouvrages et quinze batteries). La rade de Villefranche était protégée par les batteries côtières de Cap Ferra et du Mont Boron,,,.

#### Édifices religieux

##### Église Saint-Jean-Baptiste

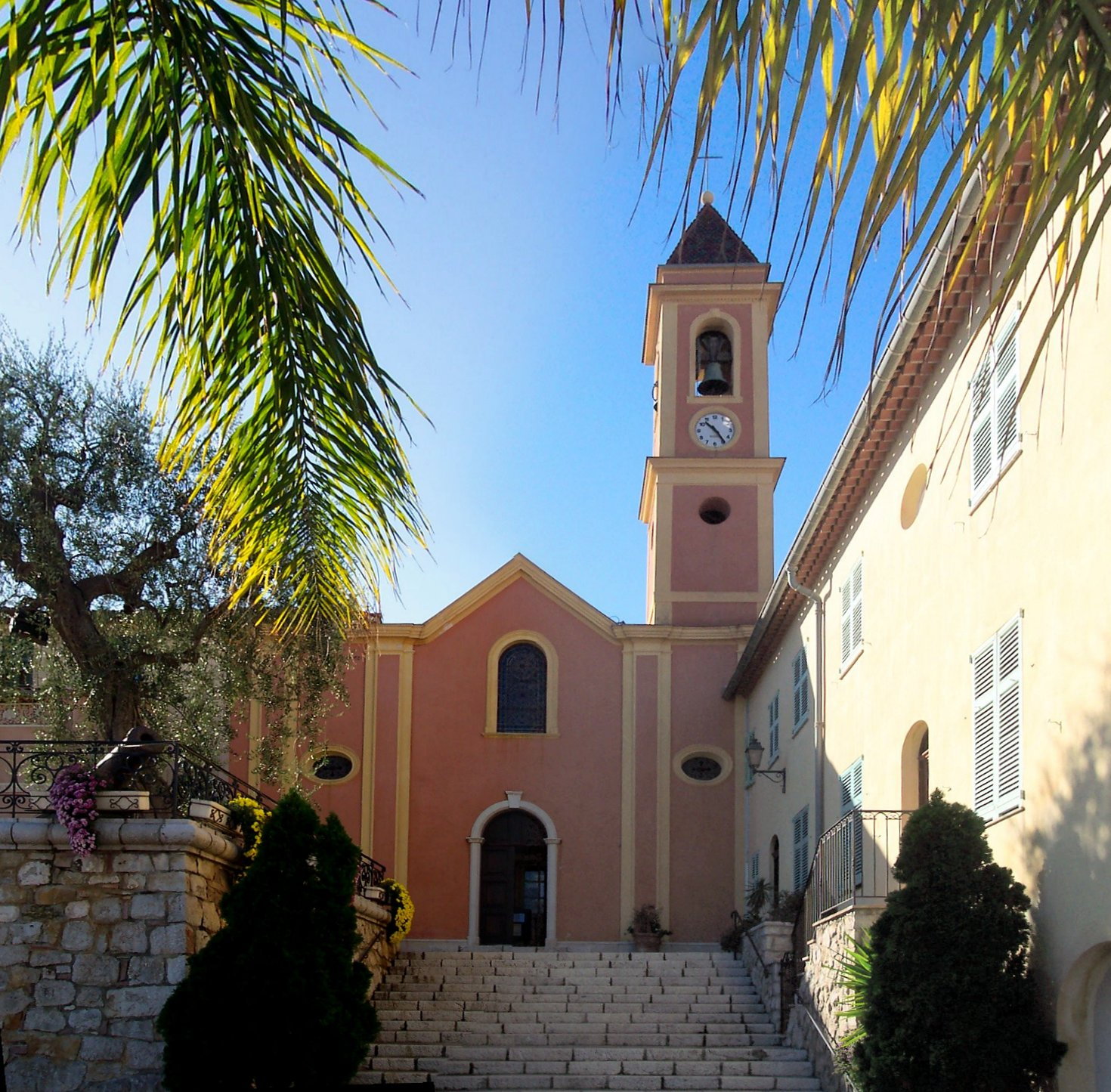
Église Saint-Jean-Baptiste de Saint-Jean-Cap-Ferrat.

Datant du XIXe siècle, elle remplace une église primitive du XIe siècle située au lieu-dit Ad Crottas. Le presbytère date de 1846. L'orgue des facteurs Agati est de 1829,.

##### Chapellede Saint-Hospice
Située sur la pointe du même nom, érigée au XVIIe siècle sur les ruines de la tour ayant abrité saint Hospice. Une statue en bronze de la Vierge, de 11 mètres de haut, jouxte la chapelle.
On y trouve également le cimetière militaire belge.

##### Chapelle Saint-François-de-Sales
Construite en 1726.

##### Monument aux morts
Monument aux morts, Conflits commémorés : 1914-1918 - 1939-1945,.

#### Patrimoine naturel
Plusieurs sentiers pédestres sillonnent le Cap Ferrat ; l'un d'entre eux, le sentier des douaniers, fait le tour du cap par le bord de mer. Cet itinéraire, empruntant des passages parfois escarpés, était prisé des contrebandiers et trafiquants, mais également des douaniers, d'où son nom.

### Héraldique et Vexillologie.
La, on peut voir le blason et le drapeau de la commune de Saint-Jean-Cap-Ferrat.

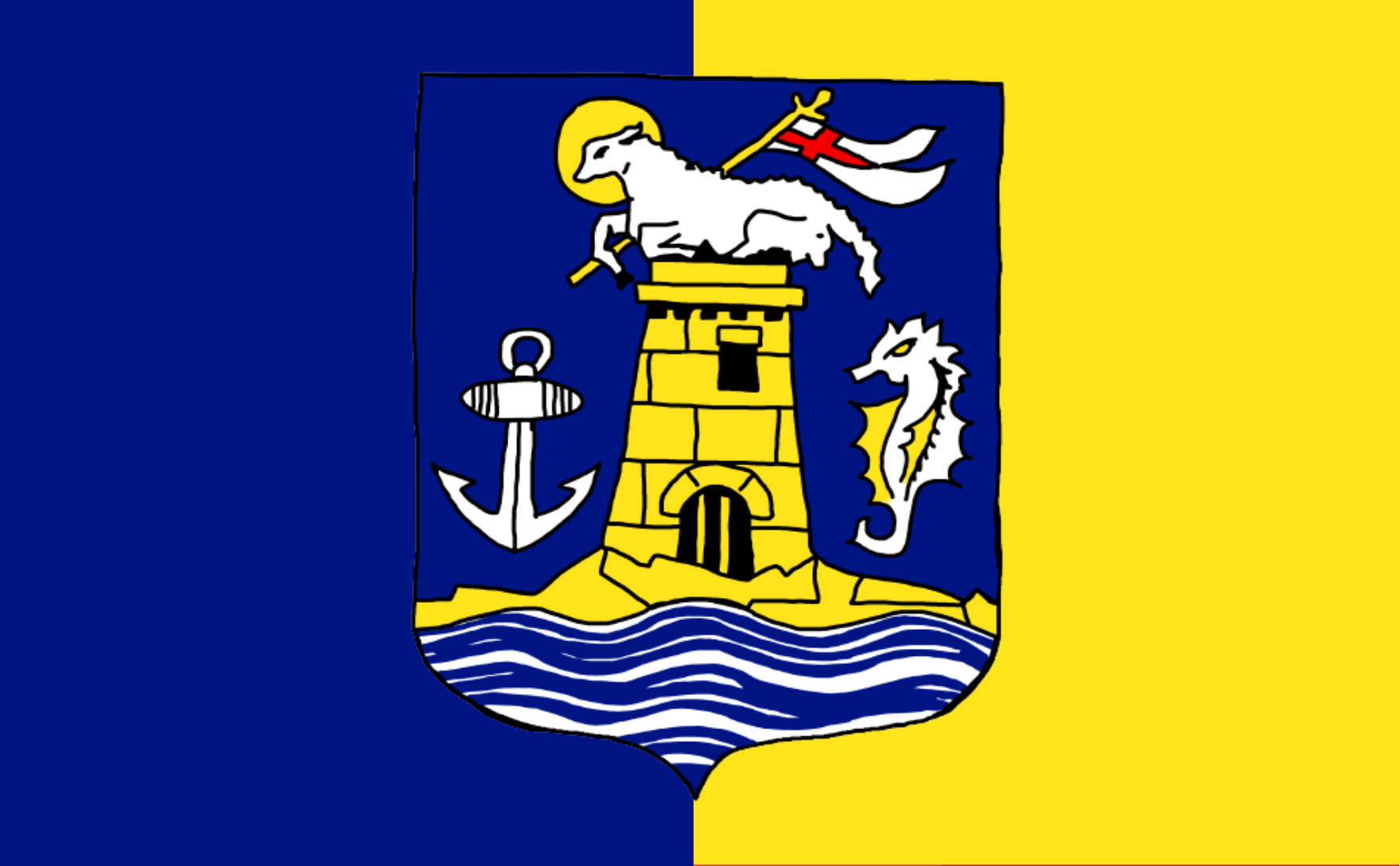
Drapeau officiel de Saint-Jean-Cap-Ferrat.

A gauche se trouvent les armoiries, à droite se trouve le drapeau.
| Blason de Saint-Jean-Cap-Ferrat | Blason  | D'azur à la tour d'or sur un roc du même mouvant d'une mer du champ ondée d'argent, sommée d'un agneau pascal couché d'argent, nimbé d'or, portant une bannerette d'argent chargée d'une croisette de gueules, et accostée d'une ancre marine à dextre et d'un hippocampe à senestre, le tout d'argent. |
| Blason de Saint-Jean-Cap-Ferrat | Détails | Le statut officiel du blason reste à déterminer. |

## Le littoral
La commune dispose de plusieurs plages et d'un sentier du littoral permettant aux promeneurs de parcourir l'ensemble de la presqu'île pourvue de fontaines publiques d'eau potable.

### Plages

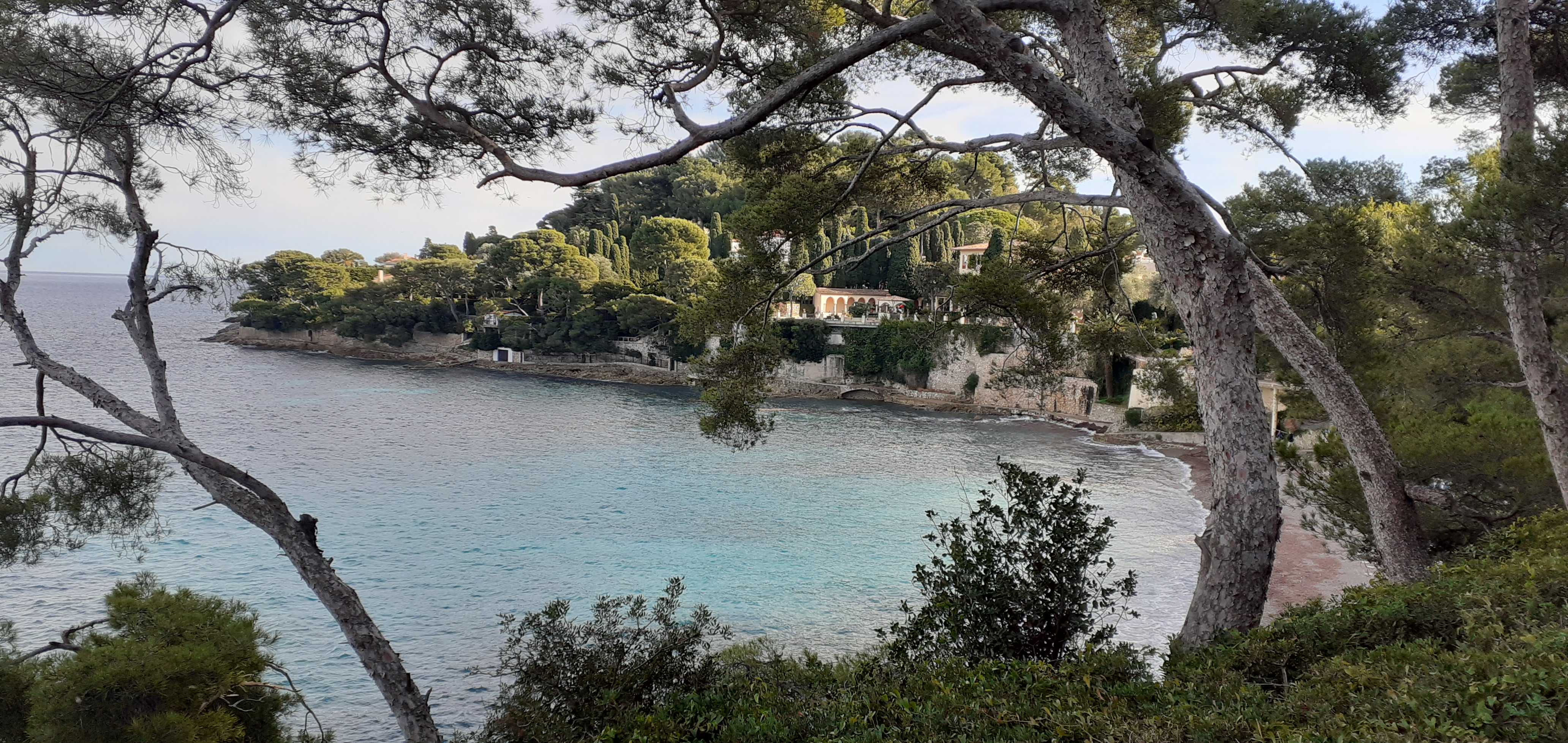
La plage de la Paloma à Saint-Jean-Cap-Ferrat

Pour la grande majorité, ces plages sont constituées de galets.

#### Plages publiques
- Plage du Cros deï Pin ;
- Plage des Fosses ;
- Plage des Fossettes.

#### Plages publiques et privées
- Plage de Passable ;
- Plage de la Paloma.

### Sentiers pédestres

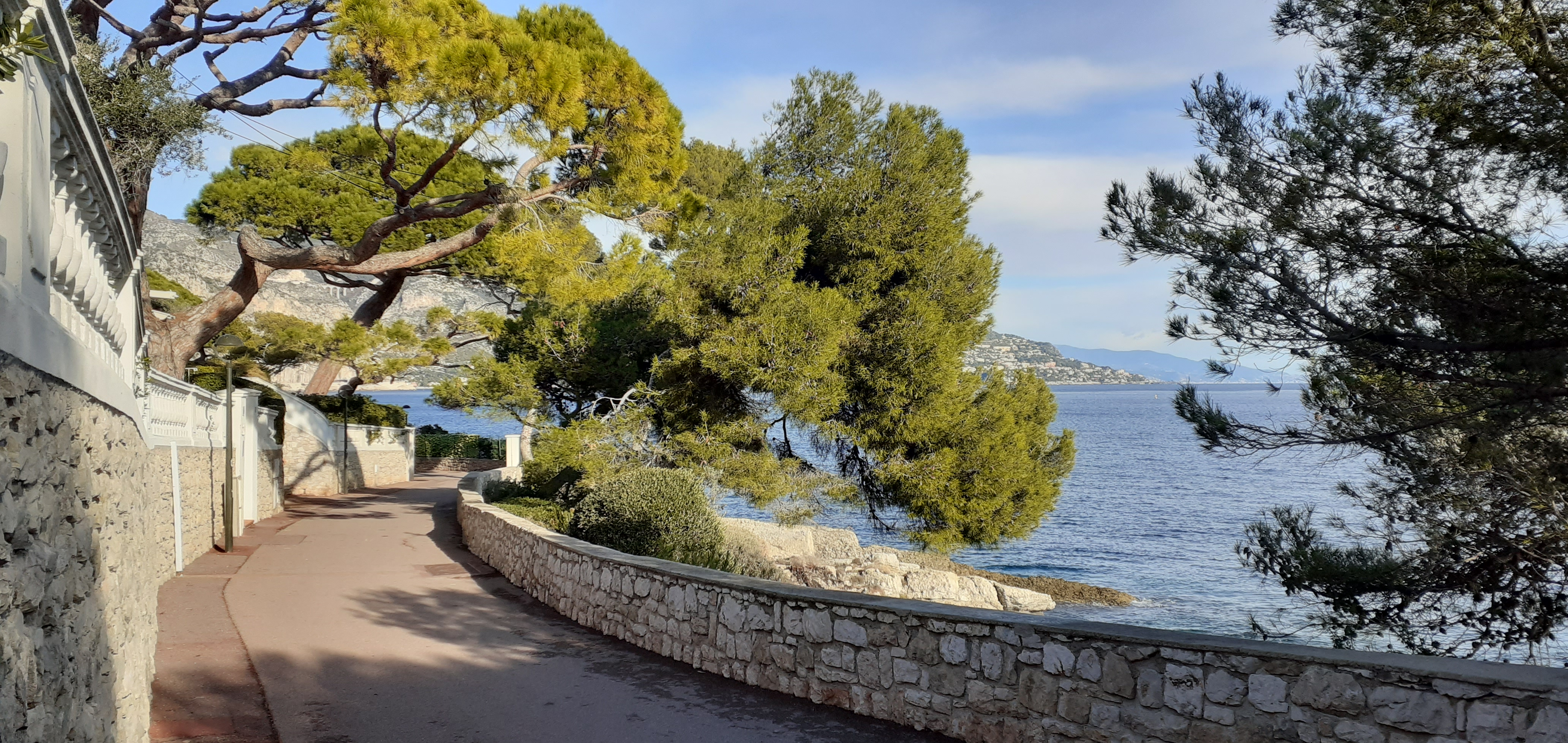
La Promenade Maurice Rouvier entre Saint-Jean-Cap-Ferrat et Beaulieu

- Le sentier du littoral, de Nice à Beaulieu-sur-Mer par Saint-Jean-Cap-Ferrat, porte également le nom de chemin des Douaniers ;
- La Promenade Maurice Rouvier ;
- La Pointe Saint-Hospice ;
- Le tour du Cap-Ferrat.

Selon l'état de la mer (vent, coups de mer, etc), certains de ces sentiers peuvent être interdits d'accès.

### Fontaines publiques
Sur le sentier du littoral :
- Fontaine Coexist, au pied du phare du Cap-Ferrat ;
- Fontaine Coexist, jardin de la Paix (St-Jean Cap-Ferrat).

## Personnalités liées à la commune
Un premier résident célèbre fut saint Hospice qui, au VIe siècle, vécut en ermite au cap Ferrat.
Certains des domaines du cap Ferrat ont accueilli pléthore de célébrités, entre autres : le roi Léopold II de Belgique qui y détenait d’innombrables propriétés, Béatrice Ephrussi de Rothschild, Charlie Chaplin, Rainier III, David Niven, Jean Auguste Stellfeld (Villa Boma), Somerset Maugham, Jean Cocteau, Isadora Duncan, Winston Churchill, des Premiers ministres français, Maurice Rouvier, le cofondateur de Microsoft, Paul Allen, Raymond Barre, Romy Schneider, l'homme d'affaires Yuri Scheffler, le philosophe Mikel Dufrenne, le producteur de disques Walter Legge, le marchand d’art Pierre Matisse, fils du célèbre peintre Henri Matisse et bien d'autres.
C’est en regardant une carte de France que Jean Tenenbaum tomba sur Saint-Jean-Cap-Ferrat et décréta aussitôt qu’il s’appellerait désormais Jean Ferrat.
Stephane Belgrand Rousson ménera de nombreux essais sur la plage de la Paloma et de Passable notamment avec son sous-marin à propulsion humaine Scubster,,.